# Narendra Modi
Narendrabhai Damodardas Modi (gujarati: નરેંદ્ર દામોદરદાસ મોદી), i daglig tale Narendra Modi (født 17. september 1950 i Vadnagar i Gujarat i Indien) er en indisk politiker fra partiet Bharatiya Janata Party (BJP), der har været Indiens premierminister siden 2014. Tidligere var han førsteminister i delstaten Gujarat.
Narendra Modi er uddannet i statsvidenskab. I studietiden var Modi leder af Akhil Bharatiya Vidyarthi Parishad (All-India Students Council), et studentforbund tilhørende Rashtriya Swayamsevak Sangh.

## Politisk karriere
I 1970'erne engagerede han sig i Navnirman Andolan, en protestbevægelse mod korruptionen i indisk politik, og senere i Lok Sangharsh Samiti, en organisation som bekæmpede den daværende statsminister i centralregeringen, Indira Gandhi, som havde erklæret undtagelsestilstand i Indien, og arrestede sine politiske modstandere.
I 1988 blev Modi generalsekretær for BJP i Gujarat. Fra 1998 til 2001 var han generalsekretær for BJP i hele Indien. Den 7. oktober 2001 blev han så førsteminister i sin hjemstat, hvor han er blevet anklaget for indblanding under optøjerne i 2002, og kritiseret for hans håndtering af situationen.
Han overtog som Indiens statsminister 26. maj 2014. Han blev genvalgt i 2019. I løbet af hans regeringsperiode har han blandt andet fjernet den specielle status for Jammu og Kashmir, hvilket vakte kritik. Han er også blevet kritiseret for sin udlændingelov fra 2019, der giver specielle fordele for hinduer der vil have indisk statsborgerskab, mens muslimer kommer bag i køen. Han er blandt andet blevet beskrevet som "hindu-nationalist", "højrepopulist", og tilhører den politiske højrefløj.
Som Indiens premierminister gæstede Modi Danmark den 3. og 4. maj 2022, hvor han blev modtaget af Dronning Margrethe og Kronprinseparret, mens statsminister Mette Frederiksen var vært.
Besøget kom i forlængelse af Frederiksens besøg i Indien i oktober 2021 og der var fokus på det grønne strategiske partnerskab og den grønne energiomstilling.
I forbindelse med besøget blev en række aftale underskrevet eller bekendtgjort, blandt andet om startup-samarbejde, mejerier, migration og mobilitet samt kulturel udveksling.